# Estação Victoria Park (TTC)
Victoria Park é uma estação do metrô de Toronto, localizada na linha Bloor-Danforth. Localiza-se no cruzamento da Victoria Park Avenue com a Albion Avenue. Victoria Park possui um terminal de ônibus integrado, que atende a quatro linhas de superfície do Toronto Transit Commission. O nome da estação provém da Victoria Park Avenue, a principal rua norte-sul servida pela estação.